# Hoa hậu Hoàn cầu 2022
Hoa hậu Hoàn cầu 2022 là cuộc thi Hoa hậu Hoàn cầu lần thứ 98 được tổ chức tại Tirana, Albania vào ngày 15 tháng 10 năm 2022. Hoa hậu Hoàn cầu 2021 - Maureen Montagne đến từ Philippines đã trao lại vương miện cho người kế nhiệm, cô Anabel Payano đến từ Cộng hòa Dominica.

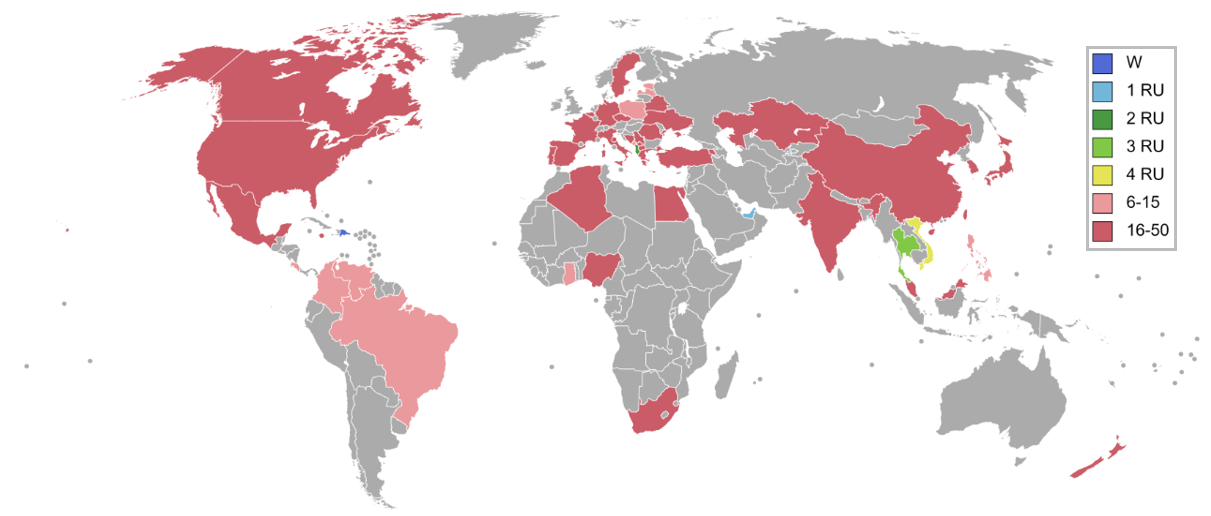
Các quốc gia tham gia cuộc thi và kết quả.

## Kết quả
| Kết quả               | Thí sinh |
| --------------------- | --- |
| Hoa hậu Hoàn cầu 2022 | - Cộng hòa Dominica – Anabel Payano |
| Á hậu 1               | - UAE – Anamaria Babau (§) |
| Á hậu 2               | - Albania – Drita Ziri |
| Á hậu 3               | - Thái Lan – Thanawan Wigg |
| Á hậu 4               | - Việt Nam – Lâm Thị Thu Hồng |
| Top 15                | - Brazil – Heloisa Godinho - Colombia – Sofia Donado - Costa Rica – Nella Chaves - Estonia – Sirel Saad - Ghana – Prisca Abah - Latvia – Anastasija Aleksejevska - Montenegro – Natasha Stefanovic - Philippines – Chelsea Fernandez - Ba Lan – Patrycja Krzywoń - Venezuela – Argiannis Luna |

§ - Thí sinh chiến thắng giải thưởng People's Choice

## Các giải thưởng đặc biệt
| Giải thưởng                  | Thí sinh                          |
| ---------------------------- | --------------------------------- |
| Miss Bikini                  | - Albania - Drita Ziri            |
| Miss Talent                  | - Tây Ban Nha - Aida Lozano       |
| Head to Head Challenge       | - Philippines - Chelsea Fernandez |
| Best National Costume        | - Việt Nam - Lâm Thị Thu Hồng     |
| Miss Friendship              | - Mexico - Keely Ruiz             |
| Miss Photogenic              | - Cộng hòa Séc - Nela Slivkova    |
| Miss Dreamgirl of the World  | - Kosovo - Mejreme Hajdaraj       |
| People's Choice              | - UAE - Anamaria Babau            |
| Miss Social Media Influencer | - Romania - Bianca Elena Cailan   |
| Miss Elegance                | - Nhật Bản - Rika Kinoshita       |
| Miss Runway Model            | - Costa Rica - Nella Chaves       |
| Miss Cosmopolitan            | - Hy Lạp - Eliza Sophia           |
| Miss Intercontinental        | - San Marino - Annachiara Quarto  |
| Miss Golden Girl             | - Belarus - Ekaterina Dubenik     |

## Thí sinh tham gia
Cuộc thi có tổng cộng 50 thí sinh tham gia:
| Quốc gia/Vùng lãnh thổ | Thí sinh                |
| ---------------------- | ----------------------- |
| Albania                | Drita Ziri              |
| Algeria                | Amira Zayoun            |
| Armenia                | Ani Aghvanyan           |
| Belarus                | Ekaterina Dubenik       |
| Bỉ                     | Danitsja Schouttet      |
| Bosna và Hercegovina   | Karolina Jancovska      |
| Brazil                 | Heloisa Godinho         |
| Canada                 | Serenity Davis          |
| Trung Quốc             | Pei Lirong              |
| Colombia               | Sofia Donado            |
| Costa Rica             | Nella Cheves Seranno    |
| Cộng hòa Séc           | Nela Slivkova           |
| Cộng hòa Dominica      | Anabel Payano Pichardo  |
| Ai Cập                 | Menna Maher             |
| Estonia                | Sirel Saad              |
| Pháp                   | Shirley Pilch           |
| Đức                    | Sama Parajuli           |
| Ghana                  | Prisca Abah             |
| Hy Lạp                 | Eliza Sophia            |
| Ấn Độ                  | Arshiya Sareen          |
| Ý                      | Frederica Rizza         |
| Jamaica                | Annecia Alia Morgan     |
| Nhật Bản               | Rika Kinoshita          |
| Kazakhstan             | Zarina Fazylbekova      |
| Hàn Quốc               | Sophie Youn             |
| Kosovo                 | Mejreme Hajdaraj        |
| Latvia                 | Anastasija Alelsejevska |
| Malaysia               | Sarah Cynthia           |
| Mexico                 | Keely Ruiz Morales      |
| Montenegro             | Natasha Stefanovic      |
| New Zealand            | Avleen Dhanjal          |
| Nigeria                | Yinka Tosin Alexandra   |
| Bắc Macedonia          | Ena Hajretin            |
| Philippines            | Chelsea Fernandez       |
| Ba Lan                 | Patrycja Krzywon        |
| Bồ Đào Nha             | Diana Freitas           |
| Romania                | Bianca Elena Calian     |
| San Marino             | Annachiara Quarto       |
| Serbia                 | Saška Milić             |
| Nam Phi                | Cherisé Mans            |
| Tây Ban Nha            | Aida Lozano             |
| Thụy Điển              | Olivia Wrangelin        |
| Đài Loan               | Li Ying-Ying Li Chih-An |
| Thái Lan               | Tanawan Wigg            |
| Thổ Nhĩ Kỳ             | Buse Tek                |
| Ukraine                | Anna Ivanova            |
| UAE                    | Anamaria Babau          |
| Hoa Kỳ                 | Cleopatra Jones         |
| Venezuela              | Argiannis Luna          |
| Việt Nam               | Lâm Thị Thu Hồng        |

## Chú ý

### Lần đầu tham gia
- Costa Rica
- UAE

### Trở lại
- Lần cuối tham gia vào năm 2015:
  -  Đài Loan
- Lần cuối tham gia vào năm 2017:
  -  Algeria
  -  Nhật Bản
  -  San Marino
- Lần cuối tham gia vào năm 2018:
  -  Armenia
  -  Hàn Quốc
  -  Việt Nam
- Lần cuối tham gia vào năm 2019:
  -  Trung Quốc
  -  Jamaica
  -  Thái Lan
- Lần cuối tham gia vào năm 2020:
  -  Bosna và Hercegovina
  -  Ghana
  -  New Zealand

### Bỏ cuộc
- Bulgaria
- Đảo Caribe
- Croatia
- Đan Mạch
- Cộng hòa Dominican
- Anh
- Phần Lan
- Guyana
- Kenya
- Litva
- Namibia
- Peru
- Rwanda
- Nga
- Siberia
- Tatarstan

## Các thí sinh tham dự cuộc thi sắc đẹp quốc tế khác
| Quốc gia/Vùng lãnh thổ | Thí sinh                | Cuộc thi                                                     | Đại diện   |
| ---------------------- | ----------------------- | ------------------------------------------------------------ | ---------- |
| Armenia                | Ani Aghvanyan           | Miss Tourism Queen International 2011                        | Armenia    |
| Bỉ                     | Danitsja Schouttet      | Miss Teen International 2021                                 | Bỉ         |
| Costa Rica             | Nella Cheves Seranno    | Miss Progress International 2016 (Miss Progress Environment) | Đảo Cocos  |
| Costa Rica             | Nella Cheves Seranno    | Miss Supranational 2018                                      | Costa Rica |
| Costa Rica             | Nella Cheves Seranno    | Miss Planet International 2019 (Top 16)                      | Costa Rica |
| Costa Rica             | Nella Cheves Seranno    | Reina Hispanoamericana 2019                                  | Costa Rica |
| Costa Rica             | Nella Cheves Seranno    | Miss Intercontinental 2021                                   | Costa Rica |
| Đức                    | Sama Parajuli           | Miss Supranational 2023                                      | Nepal      |
| Ghana                  | Prisca Abah             | Beauty of Africa International 2022 (Á hậu 1)                | Ghana      |
| Hy Lạp                 | Eliza Sophia            | Miss Supranational 2022                                      | Hy Lạp     |
| Ý                      | Frederica Rizza         | Miss Earth 2021                                              | Ý          |
| Ý                      | Frederica Rizza         | Miss Eco International 2022                                  | Ý          |
| Kazakhstan             | Zarina Fazylbekova      | Miss Eurasia 2022                                            | Astana     |
| Kosovo                 | Mejreme Hajdaraj        | Miss Elite 2023 (Winner)                                     | Kosovo     |
| Latvia                 | Anastasija Alelsejevska | Miss Summer 2016 (Á hậu 2)                                   | Nga        |
| Latvia                 | Anastasija Alelsejevska | Miss Global City 2018                                        | Latvia     |
| Latvia                 | Anastasija Alelsejevska | Miss New World 2018 (Á hậu 2)                                | Latvia     |
| Latvia                 | Anastasija Alelsejevska | World Miss Tourism Ambassador 2018                           | Latvia     |
| Latvia                 | Anastasija Alelsejevska | World Miss University 2019 (Top 6)                           | Latvia     |
| Latvia                 | Anastasija Alelsejevska | Lady Universe 2022 (Á hậu 2)                                 | Latvia     |
| Latvia                 | Anastasija Alelsejevska | Miss Elite 2022 (Top 10)                                     | Latvia     |
| Latvia                 | Anastasija Alelsejevska | Miss Supertalent of the World 2022 (Top 7)                   | Latvia     |
| UAE                    | Anamaria Babau          | Miss Elite 2021                                              | Romania    |
| UAE                    | Anamaria Babau          | Miss Europa 2021 (Á hậu 1)                                   | Romania    |
| UAE                    | Anamaria Babau          | World Next Top Model 2022 (Hoa hậu)                          | Romania    |
| Albania                | Drita Ziri              | Miss Earth 2023 (Chiến thắng)                                | Albania    |